# Forint

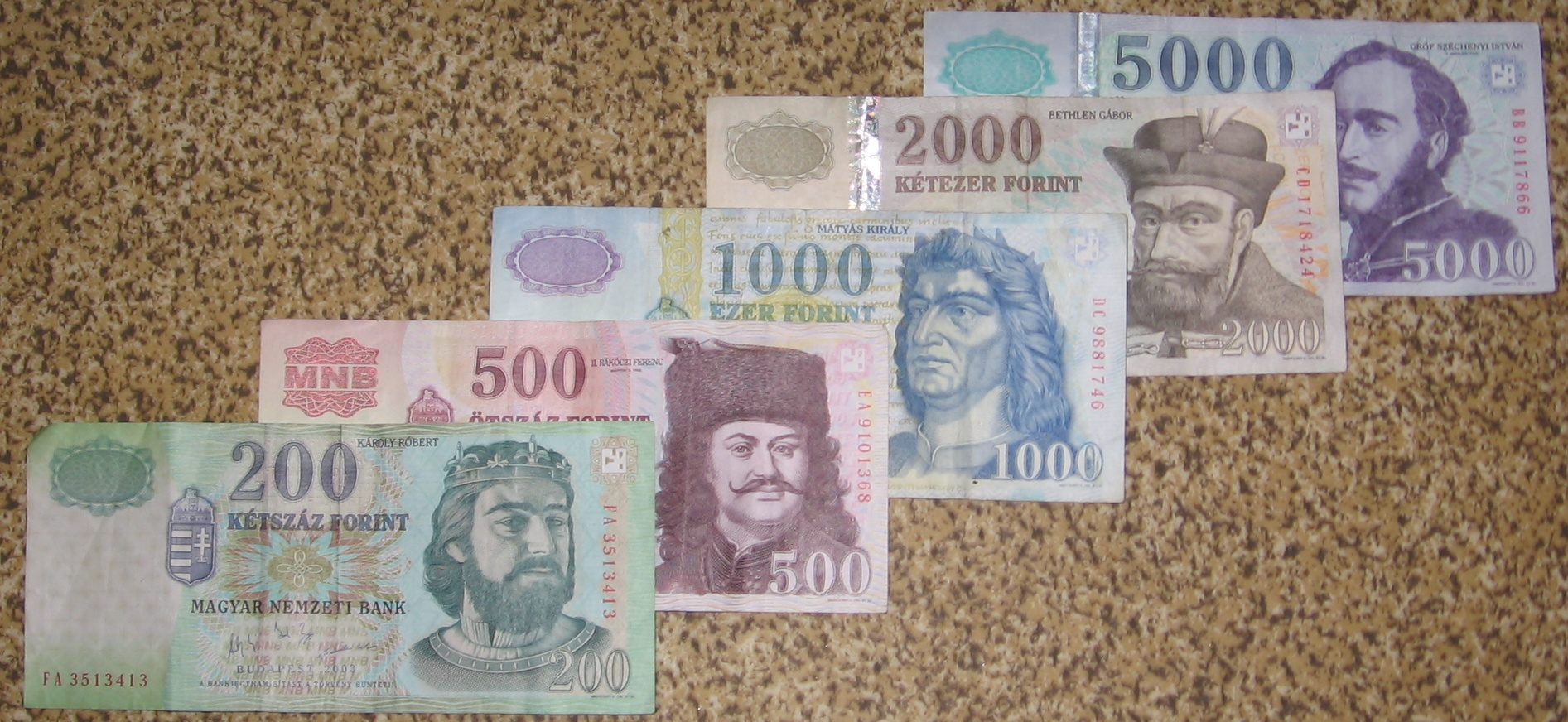
Banknoty od 200 do 5000 forintów

Forint (węg. magyar forint) – oficjalna waluta Węgier. Kod walutowy ISO 4217: HUF.
Po raz pierwszy forint pojawił się na Węgrzech w XIII wieku. Od 1868 do 1892 był węgierskim odpowiednikiem austriackich guldenów (w ramach monarchii austro-węgierskiej) i dzielił się na 100 krajcarów. W 1892 w jego miejsce pojawiła się korona węgierska (równa 100 fillérom), w 1926 zastąpiona pengő.
Ponownie forint został wprowadzony w 1947 roku, po hiperinflacji w latach 1945–1946.
Historycznie 1 forint równy jest 100 fillérom, lecz od 1999 roku filléry wycofano z obiegu z powodu znikomej ich wartości. 1 marca 2008 wycofano dodatkowo monety o nominale 1 i 2 forinty. 15 czerwca 2009 roku wycofano z obiegu banknot 200 forintów, a zastąpiono go monetą. Monety w obiegu: 5, 10, 20, 50, 100, 200 forintów. Banknoty: 500, 1000, 2000, 5000, 10 000, 20 000 forintów.
| Nominał         | Awers           | Rewers          |
| --------------- | --------------- | --------------- |
| 200 forintów    |                 | Brak ilustracji |
| 500 forintów    |                 | Brak ilustracji |
| 1000 forintów   |                 | Brak ilustracji |
| 2000 forintów   |                 | Brak ilustracji |
| 5000 forintów   |                 | Brak ilustracji |
| 10 000 forintów |                 | Brak ilustracji |
| 20 000 forintów | Brak ilustracji | Brak ilustracji |

| Data            | EUR    | GBP    | USD    | PLN   |
| --------------- | ------ | ------ | ------ | ----- |
| 13 lipca 2023   | 375,53 | 439,24 | 336,50 | 84,74 |
| 2 stycznia 2013 | 290,58 | 357,71 | 220,17 | 71,42 |
| 3 stycznia 2012 | 313,84 | 376,39 | 242,52 | 70,31 |
| 3 stycznia 2011 | 276,67 | 322,54 | 207,12 | 69,99 |
| 4 stycznia 2010 | 268,29 | 299,71 | 186,00 | 65,84 |
| 2 stycznia 2009 | 265.62 | 277,09 | 190,78 | 64,25 |
| 2 stycznia 2008 | 252,95 | 342,47 | 172,60 | 70,32 |
| 2 stycznia 2007 | 251,28 | 373,20 | 189,25 | 65,63 |
| 2 stycznia 2006 | 252,65 | 367,55 | 213,22 | 65.40 |
| 3 stycznia 2005 | 245,60 | 346,95 | 181,43 | 60,23 |
| 5 stycznia 2004 | 261,83 | 371,59 | 206,83 | 55,77 |
| 2 stycznia 2003 | 235,74 | 361,88 | 225,09 | 58,81 |
| 2 stycznia 2002 | 244,75 | 395,45 | 271,88 | 68,94 |
| 2 stycznia 2001 | 264,58 | 417,70 | 279,62 | 68,28 |
| 4 stycznia 2000 | 254,47 | 407,22 | 248,82 | 60,33 |
| 4 stycznia 1999 | 251,43 | 353,21 | 213,06 | 61,50 |
| 1 stycznia 1998 |        | 335,98 | 205,18 |       |
| 1 stycznia 1995 |        | 173,30 | 110,75 |       |
| 1 stycznia 1993 |        | 126,99 | 84,41  |       |
| 1 stycznia 1990 |        | 100,23 | 62,54  |       |

Słowo forint jest węgierskim odpowiednikiem słowa floren (wł. fiorino), który od 1252 był walutą Florencji.